# Источни Агдер
Источни Агдер (норв. Aust-Agder) је округ у јужном делу Норвешке. Управно седиште округа је град Арендал. Значајан је и град Гримстад.
Површина округа Источни Агдер је 9.158,16 km², на којој живи око 110 хиљада становника.
Грб Источног Агдера потиче из 1958. године и на њему се налазе две златне греде.

## Положај и границе округа
Округ Источни Агдер се налази у јужном делу Норвешке и граничи се са:
- север: округ Телемарк,
- исток: Северно море (Скагерак),
- југ: округ Западни Агдер,
- запад: округ Рогаланд.

## Природни услови
Источни Агдер је приморски округ. Приобаље. Већи део округа у северном и средишњем делу је планински, док је јужни приоблни, са више долина и мањих равница уз море.
Округ излази на Северно море, на његов део Скагерак. Обала је разуђена, са бројним малим острвима и полуострвима. Од река позната је река Евје. У округу постоји и много малих језера.

## Становништво
По подацима из 2010. године на подручју округа Источни Агдер живи око 110 хиљада становника, већином етничких Норвежана.
Округ последњих деценија бележи значајно повећање становништва. У последњих 3 деценије увећање је било за приближно 20%.
Густина насељености - Округ има густину насељености је 12 ст./км², што је подударно државном просеку (12,5 ст./км²). Приобални део округа је много боље насељен него планински део на северу.

## Подела на општине
Округ Источни Агдер је подељен на 15 општина (kommuner).